# Kiilopää
Kiilopää är en kulle i Finland. Den ligger på gränsen av Enare och Sodankylä i landskapet Lappland, i den norra delen av landet, 900 km norr om huvudstaden Helsingfors. Toppen på Kiilopää är 466 meter över havet.
Terrängen runt Kiilopää är platt åt nordväst, men åt sydost är den kuperad.  Trakten runt Kiilopää är nära nog obefolkad, med mindre än två invånare per kvadratkilometer. Omgivningarna runt Kiilopää är i huvudsak ett öppet busklandskap.